# Acicule

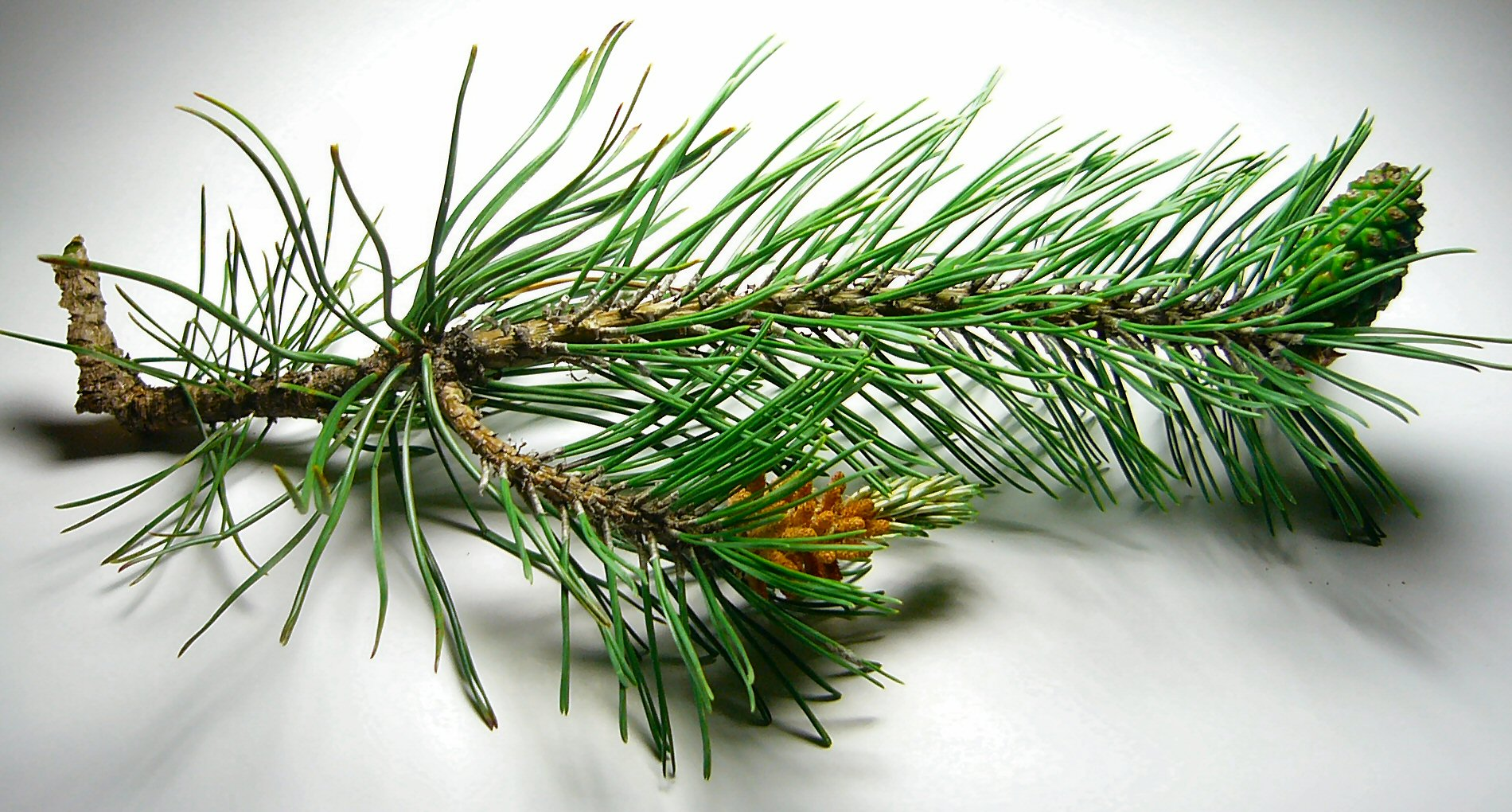
Branche de pin avec ses acicules.

En botanique, un acicule est un petit aiguillon délicat, ordinairement droit, qui recouvre certains organes. Il désigne plus particulièrement une feuille linéaire, rigide et pointue, telles les aiguilles des conifères appelées aiguillons dont la durée de vie varie selon les espèces.